# Белоскурский, Эдуард Кильянович
Эдуард Кильянович Белоскурский или Бялоскурский (пол. Edward Białoskórski; 1799, с. Рыхтичи, Галиция, Австрийская империя (ныне Дрогобычского района Львовской области Украины) — 24 июля 1881, с. Юрковице (ныне Сташувского повята, Свентокшиского воеводства Польши)) — военный и государственный деятель Царства Польского Российской империи, Келецкий губернатор (1842—1844), Радомский гражданский губернатор (28.03.1845—02.05.1856), член Государственного совета Царства Польского, тайный советник (1861).

## Биография
Польский шляхтич герба Абданк.
После окончания Львовской гимназии в 1818 году поступил на службу в русскую императорскую армию юнкером Харьковского драгунского полка.
В 1819 в чине прапорщика был переведен в Генеральный Штаб. С 1828 — капитан.
Участник русско-турецкой войны (1828—1829). Сражался в рядах Бугской (впоследствии 4-й) уланской дивизии, затем 4-го резервного кавалерийского корпуса.
Отличился в Кулевчинском сражении (1829) и под Ени-Базаром. Во время осады крепости Силистрия получил контузию.
С 1830 году направлен в службу в военную геодезию на территории Молдавии и Валахии. В 1832 — штабс-капитан, с 1834 — полковник.
В 1835 году за организацию и проведение больших военных маневров под Калишем получил благодарность от императора Николая I.
В 1836 году назначен помощником военного руководителя калишского воеводства Царства Польского. С 1841 - военный губернатор Краковской, а с 1842 до 1844 — Келецкой губернии Царства Польского.
В 1845 году — действительный статский советник. Назначен Радомским гражданским губернатором (28.03.1845—02.05.1856).
За проявленное усердие и успешное решение вопросов обеспечения царской армии во время революции 1848—1849 годов в Венгрии еще раз был отмечен благодарностью императора Николая I и получил во владение 440 моргов земли и имение в Юрковице, приносившее 1200 рублей годового дохода.
С 1855 года занимал должность председателя Комитета земельного кредитного общества в Варшаве. С 1861 — член Государственного совета Царства Польского, тайный советник.
В 1862 Белоскурский был уволен со всех постов Александром Велёпольским, помощником наместника Константина Николаевича по гражданской части и вице-председателем государственного совета.
В 1863 — вышел в отставку. Умер бездетным в своем имении.